# Хромозера синепластинковая
Хромо́зера синепласти́нковая (лат. Chromosera cyanophylla) — гриб семейства гигрофоровые (Hygrophoraceae). Ранее входил в род мицена (Mycena). Типовой вид рода Chromosera, названного в честь миколога М. Мозера.
Синонимы:
- Agaricus cyanophyllus Fr., 1863
- Agaricus lilacifolius Peck, 1878
- Agaricus lilacinus Peck, 1872, nom. illeg.
- Clitocybe lilacifolia (Peck) Singer, 1942
- Mycena lilacifolia (Peck) A.H. Sm., 1947
- Omphalia cyanophylla (Fr.) Quél., 1872
- Omphalia lilacifolia (Peck) Peck, 1893
- Omphalina cyanophylla (Fr.) Courtec. & Bon, 1986
- Omphalina lilacifolia (Peck) Murrill, 1916

## Биологическое описание
- Шляпка 0,3—2,5 см в диаметре, сначала выпуклой, затем плоской и вдавленной формы, с радиально-рубчатой, матовой или блестящей, в молодом возрасте влажной поверхностью, окрашенной в серовато-сиреневые, затем жёлтые, светло-жёлтые или жёлто-коричневые тона, с более светлым краем.
- Мякоть светло-жёлтого цвета. Запах и вкус отсутствуют.
- Гименофор пластинчатый, пластинки слабо нисходящие на ножку, частые или довольно редкие, в молодом возрасте ярко-сиреневого, затем светло-сириневатого цвета. Кроме пластинок имеются также пластиночки.
- Ножка 1—4,5 см длиной и 0,1—0,25 см толщиной, центральная, ломкая, гладкая, в молодом возрасте слизистая, сиреневого цвета, выцветающая до жёлтого с сиреневатым оттенком.
- Споровый порошок белого цвета.

Микроскопические характеристики:
- Кутикула шляпки — иксотриходермис, состоит из тонкостенных гиф 3—5 мкм толщиной.
- Споры 6—11×3,5—4,5 мкм, неамилоидные, бесцветные, тонкостенные, миндалевидной или эллиптической формы Базидии четырёхспоровые, 20—29×4—6,5 мкм, булавовидной формы. Цистиды отсутствуют.

## Экология
Встречается одиночно или небольшими группами, на мёртвой древесине хвойных деревьев. Встречается довольно часто, в Северной Америке и Европе.

## Сходные виды
Внешне напоминает некоторые виды рода Xeromphalina, от которых отличается сиреневым оттенком пластинок и микроскопическими характеристиками.